# 이쓰쿠시마섬

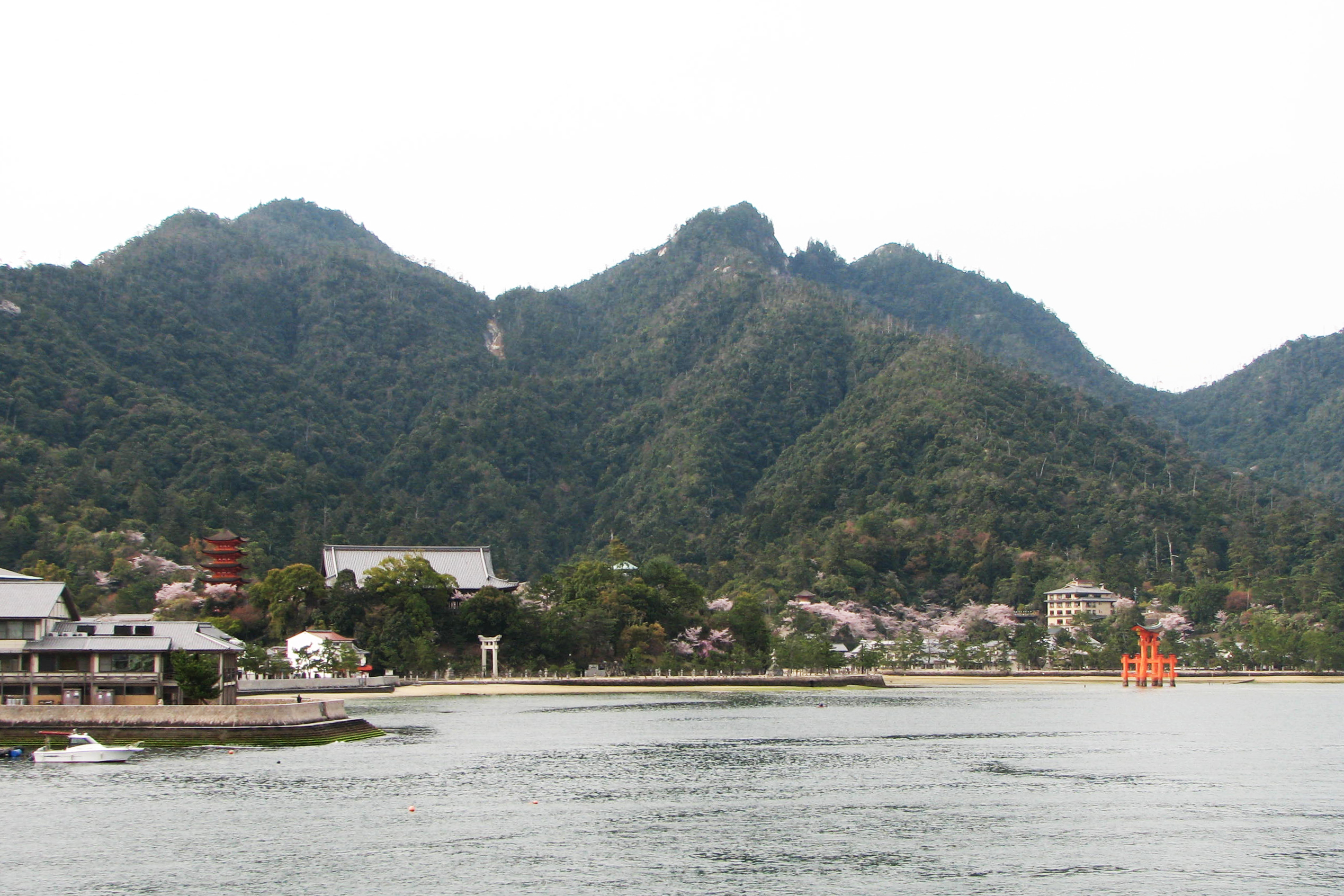
이쓰쿠시마섬

이쓰쿠시마(厳島)는 세토 내해 히로시마만 남서부에 위치한 섬이다. 통상적으로 미야지마(宮島)라고 불린다. 히로시마현 하쓰카이치시에 배속되어 있다. 일본 3대 절경중 하나이다. 섬에는 세계유산인 이쓰쿠시마 신사가 있다. 1952년 (쇼와 27년) 국가 특별사적 및 특별 명승지로 지정되었으며, 미센 산의 원시림은 천연기념물로 보호되고 있다. 또, 1934년 (쇼와 9년) 이 주변 해역은 세토 내해 국립공원으로 편입되어 자연보호법에 따라 특별보호구역이다.

## 역사
이쓰쿠시마 신사는 아스카 시대인 593년 이쓰쿠시마 섬의 호족 사에치 구라모토가 창건했다고 전해지지만, 현재 모습을 띠게 된 건 다이라 가문이 권력을 잡은 헤이안 시대 말기이다.
센고쿠 시대 모리 모토나리가 스에 하루카타를 격파하고 주고쿠 지방의 패자로 도약할 수 있는 계기를 마련해준 이쓰쿠시마 전투의 무대이기도 하다. 이후 모토나리는 신성한 섬을 전장으로 끌어들인 일을 수치로 생각해 이 섬의 자연을 보호했다고 한다.

## 자연

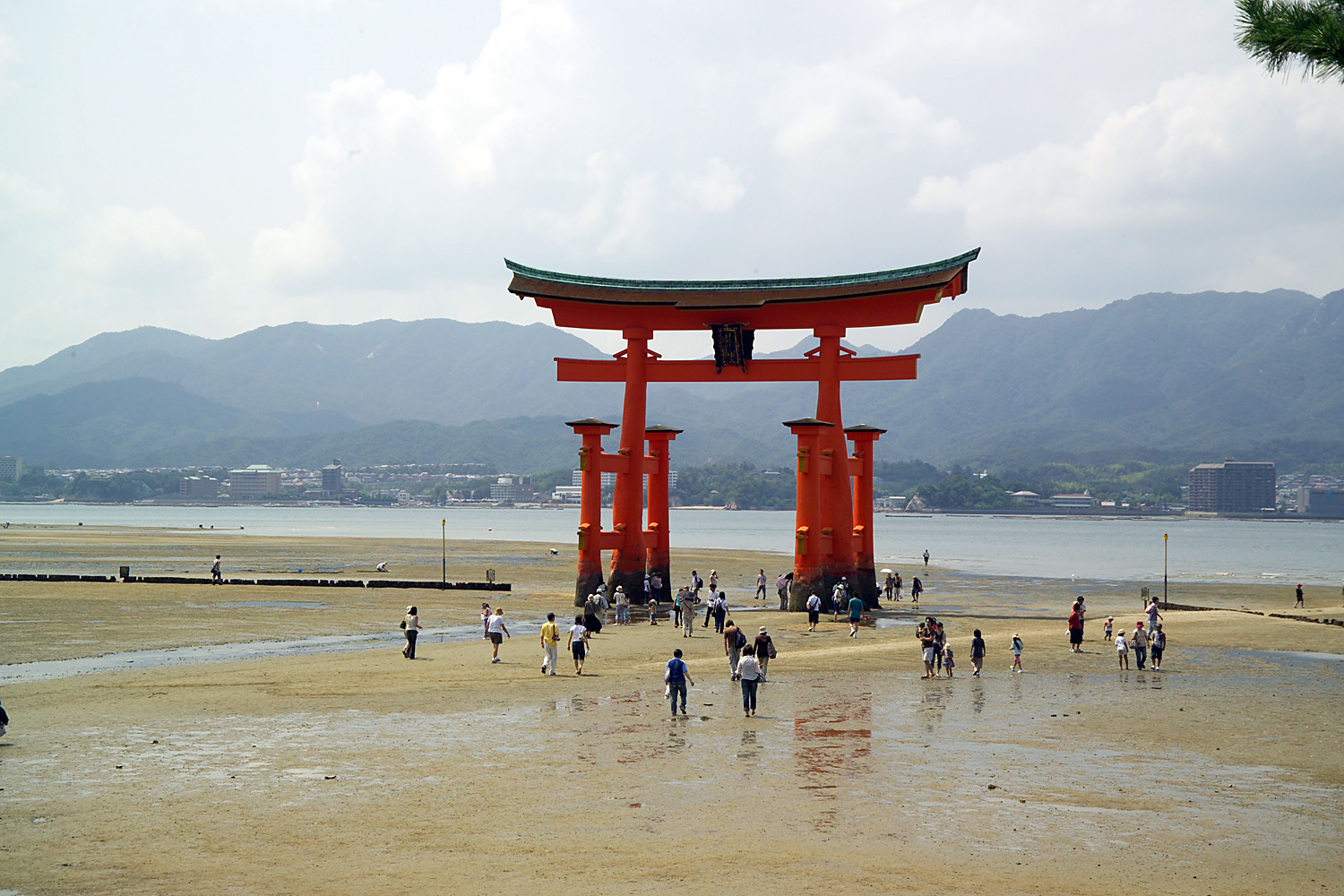
이쓰쿠시마 신사의 도리이

이쓰쿠시마 섬은 신성한 섬으로 벌목이 금지되었기 때문에 대부분의 자연 상태의 원시림을 가지고 있다. 식생은 적송이 대부분이며, 해발이 낮은 지역에서는 생육하기 힘든 전나무등도 볼 수 있다. 또, 가을이면 아름다운 단풍을 구경할 수 있어 케이블 카가 설치된 표고 535m인 미센 산 정상부까지 오르며 단풍을 즐길 수 있다.
섬에는 다수의 사슴과 원숭이가 살고 있다. 원숭이에 관해서는 에도 시대 어디에도 기록이 없으며, 아마 근대에 들어서면서 쇼도섬에서 건너갔다고 추측할 수 있다. 하지만, 사슴에 관해서는 근대 이전부터 있었다는 기록이 있고, 이쓰쿠시마 신사에서는 신성한 동물로 여기고 있다. 하지만, 태평양 전쟁후 미군이 이쓰쿠시마 섬에 와서 사슴 사냥을 했기 때문에 종적을 감춘적도 있었다. 현재 사슴은 나라현에서 이송해온 것이다. 썰물때 모래사장에서는 많은 집게를 볼 수 있다.
근년에 들어 이쓰쿠시마 신사의 건물과 도리이 부근에서 해초인 파래가 무성해 경관을 해치고 있다. 또, 썩은 악취도 나기 때문에 미야지마 관광협회와 미야지마 정 사무소, 자치회가 봉사활동의 일환으로 매년 청소를 하고 있다. 왜 파래가 무성하게 자라는 지 그 원인에 대해서는 밝혀지지 않고 있다. 수질 악화와 수온 상승이라는 말이 있지만, 히로시마 만은 고도 성장기에 비교해서 오히려 대폭 개선되왔다. 오히려 너무 깨끗해서 굴 양식등에 영향을 끼치고 있다. 이쓰쿠시마 섬 이외의 지역에서는 파래의 개체수가 급증하는 예는 없었다. 오히려 감소하는 지역도 있다. 이 때문에 간척사업에 따른 해류의 변화가 영향을 끼쳤다는 의견도 있다.
또, 사슴이 너무 번식해서 먹이 부족으로 관광객의 도시락과 식료품, 종이류 등을 먹어 골치를 앓고 있다. 현재 섬에 서식하고 있는 사슴에 수는 추정치로 약 600마리다. 관광협회에서 사슴의 뿔을 자르고 있지만, 뿔 달린 사슴을 만날 경우도 있기 때문에 다칠 우려도 있다. (너무 번식하면 섬 주변환경에 악영향을 미치기 때문에 야생동물에게 먹이를 주지 않는 매너를 지켜야한다.)

## 교통
히로시마 전철 히로덴미야지마구치 역 또는 JR 서일본 미야지마구치역에서 하차한 후, 부근에 있는 선착장에서 이쓰쿠시마 섬으로 가는 배를 타야 된다. 배로는 JR 미야지마 페리(JR西日本宮島フェリー 또는 JR宮島連絡船), 미야지마마쓰다이키센(宮島松大汽船)이 있다. 또, 히로시마 항에서 출발하는 고속선도 있다.

## 같이 보기
일본 3대 절경
- 마쓰시마섬(미야기현)
- 아마노하시다테(교토부)
- 이쓰쿠시마섬(히로시마현)